# TeamGym

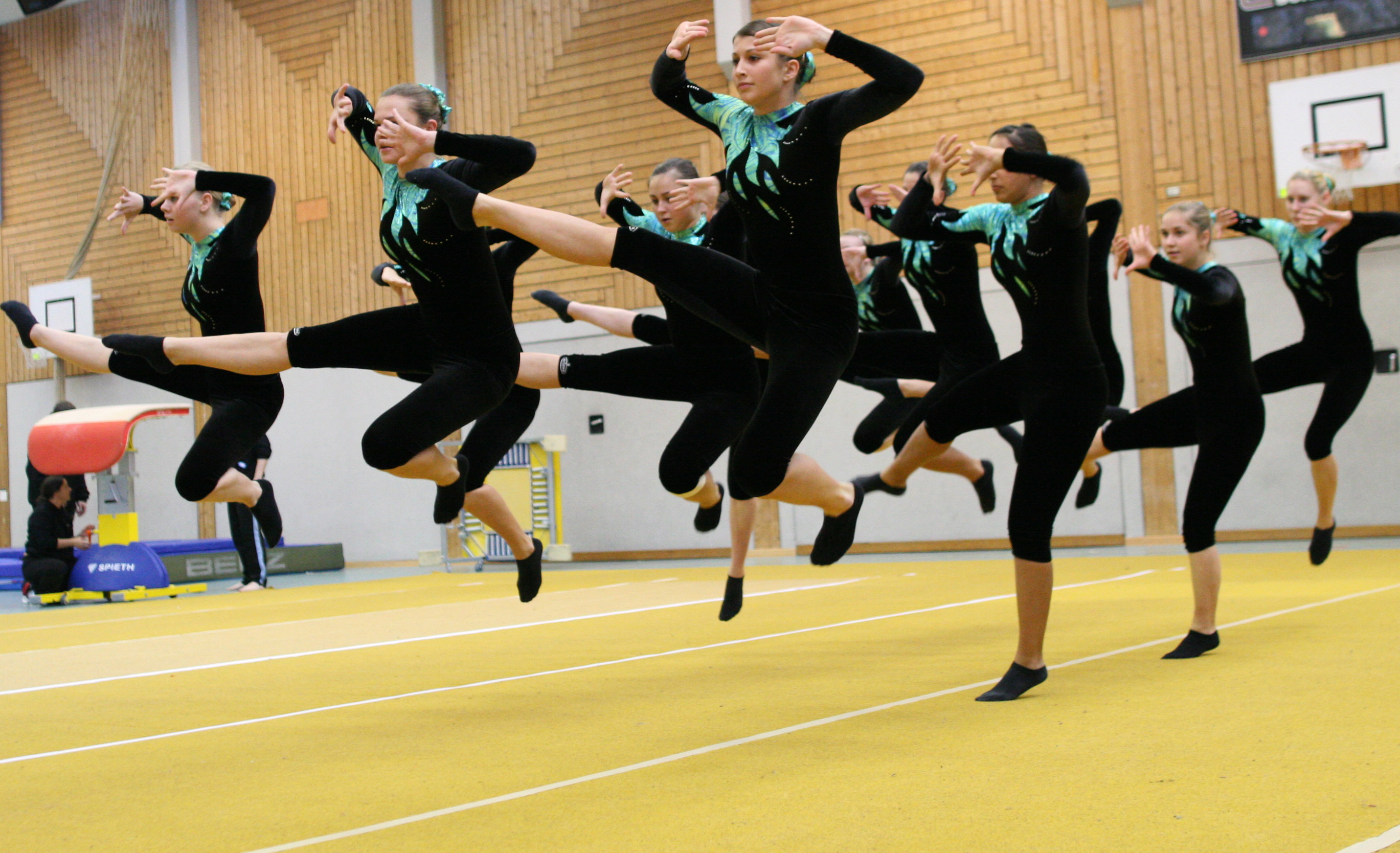
Een TeamGymteam

TeamGym is een internationale discipline binnen de gymsport. Er worden in het TeamGym drie onderdelen uitgevoerd: vloer, tumbling en minitrampoline (met en zonder springtoestel).  

## Geschiedenis
Het TeamGym bestaat sinds 1996, toen onder de naam EuroTeam. In 2002 kreeg het TeamGym zijn huidige naam. Sinds 2010 is het TeamGym een discipline geworden met nationale teams. Voorheen konden clubs en verenigingen meedoen aan internationale wedstrijden in deze discipline. Sinds 2010 moet de club namens een land deelnemen of moet het land een nationale delegatie zenden om deel te nemen.
Met name in de Noordelijk-Europese landen, zoals Denemarken en Zweden, is het TeamGym een grote sport.

## Teamsamenstelling
Een team in het TeamGym bestaat internationaal uit 6 tot 10 gymnasten. Enkel 6 gymnasten springen op tumbling en minitrampoline. Dit hoeven niet in elke sprongbeurt dezelfde gymnasten te zijn. Aan de vloeroefening nemen alle gymnasten deel. Er bestaan twee categorieën: junioren en senioren. De teams kunnen bestaan uit enkel dames, enkel heren of een mix van dames en heren (waarbij het aantal mannen gelijk is aan het aantal vrouwen).

TeamGym is een discipline van de Union Europeénne de Gymnastique/European Gymnastics

## De onderdelen

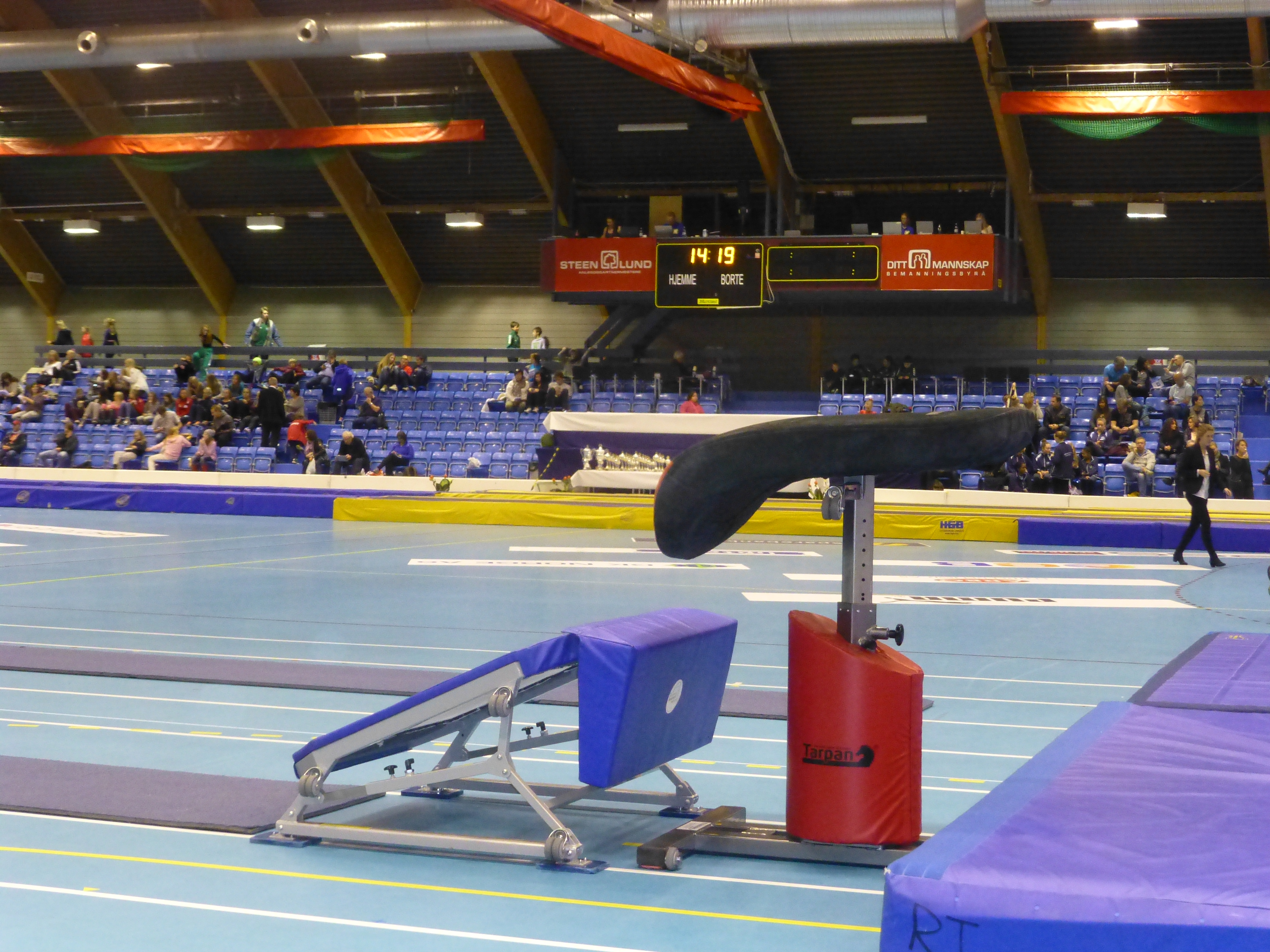
Minitrampoline met springtoestel Pegasus

Een vloeroefening wordt uitgevoerd op een niet-verende vloer van 14x16 meter. De oefening bestaat uit acrobatische elementen, sprongen en balanselementen. Dit alles wordt aan elkaar gemaakt door middel van een dans.
Een tumblingoefening bestaat uit drie sprongbeurten van elk ten minste drie elementen. Bijvoorbeeld: arabier, flikflak, dubbele hurksalto. De eerste beurt is de teambeurt. Hierin moeten alle gymnasten dezelfde serie uitvoeren. 
Een trampolineoefening bestaat uit drie sprongbeurten, waarvan er ten minste één zonder pegasus is en één met pegasus. De eerste beurt is ook hier de teambeurt, waarin alle gymnasten dezelfde sprong uitvoeren.
Alle oefeningen worden samen met het team uitgevoerd op instrumentale muziek.

## EK TeamGym
Het EK TeamGym vindt elke twee jaar plaats. Dit is altijd in een even jaar (met uitzondering van het EK 2020 dat is uitgesteld naar 2021 door de coronapandemie).

### Gastlanden
| EK   | Gastland    | Opmerkingen                      |
| ---- | ----------- | -------------------------------- |
| 2016 | Slovenië    |                                  |
| 2018 | Portugal    |                                  |
| 2020 | Denemarken  | Afgelast door de coronapandemie. |
| 2021 | Portugal    | "Inhaal-EK"                      |
| 2022 | Luxemburg   |                                  |
| 2024 | Azerbeidzan |                                  |

### Winnaars
Binnen het TeamGym is er een junioren- en een seniorencompetitie. Daarnaast wordt onderscheid gemaakt tussen heren-, dames- en mixteams.
| EK   | Competitie | Competitie | Plaats 1         | Plaats 2           | Plaats 3         |
| ---- | ---------- | ---------- | ---------------- | ------------------ | ---------------- |
| 2016 | Senioren   | Heren      | Denemarken       | Zweden             | Noorwegen        |
| 2016 | Senioren   | Dames      | Zweden           | IJsland            | Denemarken       |
| 2016 | Senioren   | Mix        | Zweden           | Denemarken         | IJsland          |
| 2016 | Junioren   | Heren      | Denemarken       | Zweden             | Groot-Brittannië |
| 2016 | Junioren   | Dames      | IJsland          | Denemarken         | Zweden           |
| 2016 | Junioren   | Mix        | Denemarken       | Noorwegen          | IJsland          |
| 2018 | Senioren   | Heren      | Denemarken       | Zweden             | Noorwegen        |
| 2018 | Senioren   | Dames      | Zweden           | IJsland            | Denemarken       |
| 2018 | Senioren   | Mix        | Zweden           | Denemarken         | IJsland          |
| 2018 | Junioren   | Heren      | Denemarken       | Zweden             | Noorwegen        |
| 2018 | Junioren   | Dames      | Zweden           | Denemarken         | IJsland          |
| 2018 | Junioren   | Mix        | Denemarken       | Zweden             | Noorwegen        |
| 2021 | Senioren   | Heren      | Zweden           | IJsland            | Groot-Brittannië |
| 2021 | Senioren   | Dames      | IJsland          | Zweden             | Finland          |
| 2021 | Senioren   | Mix        | Zweden           | Groot-Brittannië   | Italië           |
| 2021 | Junioren   | Heren      | Zweden           | Groot-Brittannië 1 | Estland          |
| 2021 | Junioren   | Dames      | Zweden           | IJsland            | Groot-Brittannië |
| 2021 | Junioren   | Mix        | Groot-Brittannië | Zweden             | IJsland          |
| 2022 | Senioren   | Heren      | Denemarken       | Noorwegen          | Zweden           |
| 2022 | Senioren   | Dames      | Zweden           | IJsland            | Denemarken       |
| 2022 | Senioren   | Mix        | Groot-Brittannië | Denemarken         | Zweden           |
| 2022 | Junioren   | Heren      | Denemarken       | Zweden             | Noorwegen        |
| 2022 | Junioren   | Dames      | Denemarken       | Zweden             | IJsland          |
| 2022 | Junioren   | Mix        | Denemarken       | Zweden             | Groot-Brittannië |

### Jurering
De jurering op het EK vindt plaats aan de hand van het Code of Points.
Elk onderdeel (vloer/tumbling/trampoline) heeft per categorie (heren/dames/mix) een jurypanel dat de oefening beoordeelt. Dit jurypanel beoordeelt zowel de junioren als de senioren en zowel de kwalificaties als de finales. Er zijn juryleden voor de moeilijkheid (D) en de samenstelling (C). Deze juryleden jureren zowel de C- als de D-score van de oefening. Daarnaast zijn er juryleden voor de uitvoering (E). De jurypanels zijn als volgt opgebouwd:
|            | CD | E |
| ---------- | -- | - |
| Vloer      | 4  | 4 |
| Tumbling   | 2  | 4 |
| Trampoline | 2  | 4 |

Elk jurypanel heeft een hoofdjurylid CD en een hoofdjurylid E. Deze hoofdjuryleden worden door de Europese Technische Commissie TeamGym van de UEG aangewezen. De overige plekken worden geloot over de overige juryleden.

## TeamGym in Nederland

### Introductie van TeamGym in Nederland
Nederland kent het groepsspringen. Naast het groepsspringen wordt nu ook het TeamGym geïntroduceerd. Eerst is het Micro-TeamGym opgestart. Het Micro-TeamGym is een afgezwakte variant van het echte TeamGym. De teams bestaan hier uit 3 tot 5 springers. Ook wordt er geen vloeroefening gedaan. 
Hierna kwam het MESO-TeamGym. Op 4 februari 2023 is de eerste MESO-TeamGymwedstrijd in Nederland in Schiedam. In het MESO-TeamGym wordt wel een vloeroefening uitgevoerd. Daarnaast bestaan de teams hier uit 5 (i.p.v. 6) tot 10 gymnasten. Er springen per sprongbeurt in het MESO-TeamGym enkel 5 gymnasten. Aan de vloeroefening nemen alle gymnasten deel.
Nederland heeft aan verscheidene EK's meegedaan. Nederland telt in 2022 vier internationale TeamGymjuryleden.
In januari 2023 zijn nieuwe muziekjes geïntroduceerd voor het Micro-TeamGym.

### Nederland op het EK
| EK   | Team             | Uitkomst                         | Opmerking                         |
| ---- | ---------------- | -------------------------------- | --------------------------------- |
| 2018 | Junioren Mix     | Geëindigd in de finales: 6e plek | 4 Nederlandse juryleden aanwezig. |
| 2018 | Senioren Dames   | Geëindigd in de kwalificaties    | 4 Nederlandse juryleden aanwezig. |
| 2018 | Senioren Mix     | Geëindigd in de kwalificaties    | 4 Nederlandse juryleden aanwezig. |
| 2021 | niet deelgenomen | niet deelgenomen                 | 1 Nederlands jurylid aanwezig.    |
| 2022 | Senioren Heren   | Geëindigd in de kwalificaties    | 3 Nederlandse juryleden aanwezig. |
| 2022 | Senioren Dames   | Geëindigd in de kwalificaties    | 3 Nederlandse juryleden aanwezig. |

### Jurering
Juryleden met een Groepsspringen3-brevet (GS3-brevet) zijn ook bevoegd het Micro-TeamGym te jureren. 
In maart 2023 start de eerste juryopleiding voor het MESO-TeamGym. Deze bestaat uit vier bijeenkomsten: twee digitale en twee fysieke bijeenkomsten in Eemnes. De juryleden met een TeamGym3-brevet (TG3-brevet) zijn gevoegd op landelijke wedstrijden het TeamGym te jureren.